# Maratón de Hokkaido

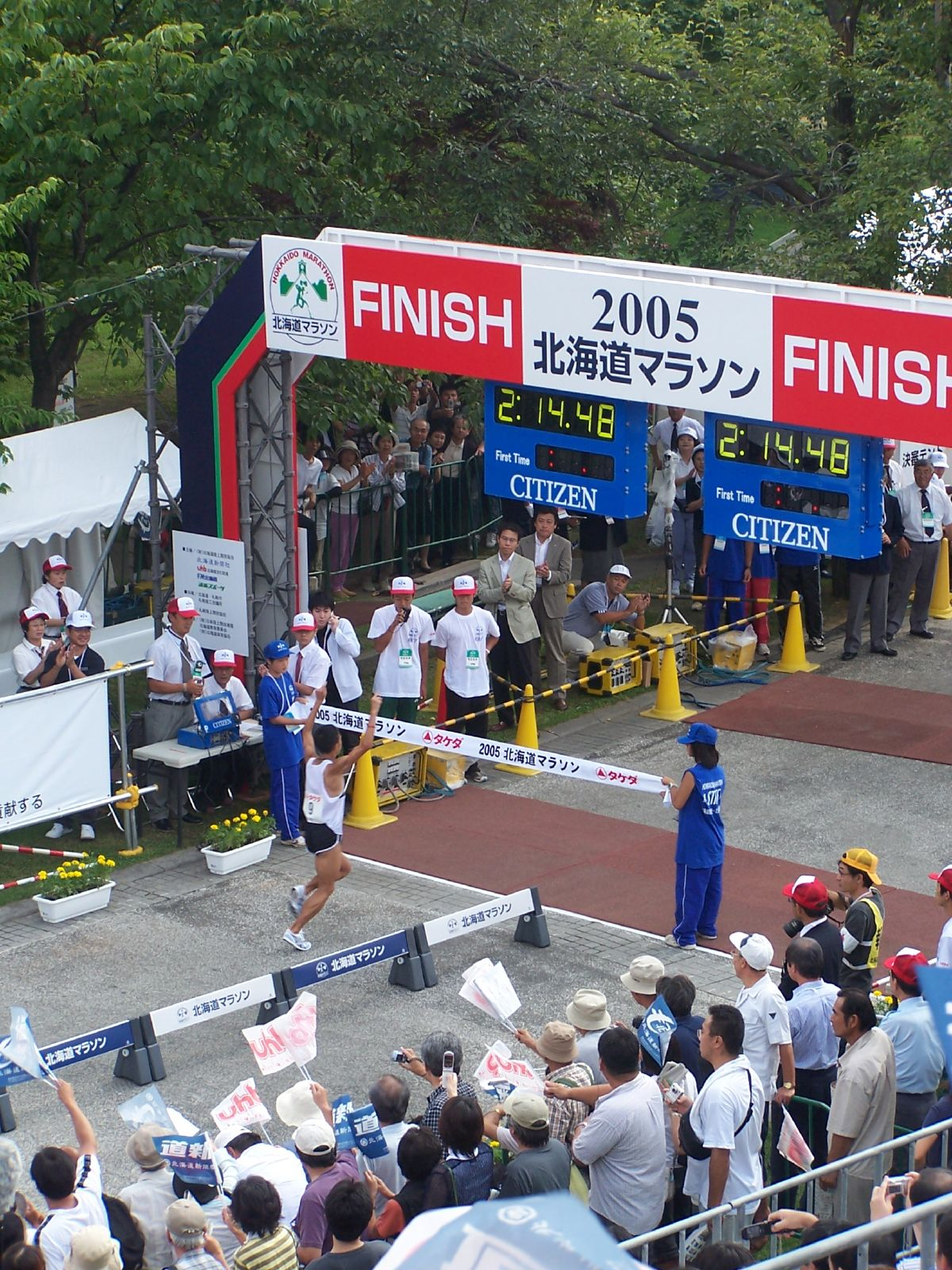
Tomonori Watanabe, ganador de la edición de 2005.

La Maratón de Hokkaido celebrada en Sapporo, Hokkaidō, Japón, es una de las maratones más destacadas del calendario anual.
La carrera comienza en la parte Este del Parque de Nakajima y termina en el Nishi 8-chome del Parque de Odori. La carrera está reconocida por ambos, la Asociación Japonesa de Federaciones Atléticas (JAAF) y la AIMS, lo que implica que sus marcas son reconocidas para plusmarcas mundiales.

## Ganadores
| Edición | Año                     | Ganadores masculinos | Time (h:m:s) | Ganadores femeninos | Time (h:m:s) |
| ------- | ----------------------- | -------------------- | ------------ | ------------------- | ------------ |
| 1.º     | 6 de septiembre de 1987 | Fedor Ryzhov         | 2:24:28      | Lutsia Belyayeva    | 2:42:17      |
| 2.º     | 4 de septiembre de 1988 | Masayuki Nishi       | 2:17:11      | Jane Welzel         | 2:40:53      |
| 3.º     | 27 de agosto de 1989    | Hiromi Taniguchi     | 2:13:16      | Lorraine Moller     | 2:36:39      |
| 4.º     | 26 de agosto de 1990    | Futoshi Shinohara    | 2:15:32      | Lisa Rainsberger    | 2:31:29      |
| 5.º     | 4 de agosto de 1991     | Koichi Fujita        | 2:17:05      | Lorraine Moller     | 2:33:20      |
| 6.º     | 30 de agosto de 1992    | Michael Scout        | 2:16:38      | Olga Appell         | 2:30:22      |
| 7.º     | 29 de agosto de 1993    | Tadesse Gebre        | 2:15:34      | Nobuko Fujimura     | 2:33:10      |
| 8.º     | 28 de agosto de 1994    | Erick Wainaina       | 2:15:03      | Olga Appell         | 2:36:31      |
| 9.º     | 27 de agosto de 1995    | Tadesse Gebre        | 2:15:07      | Yuko Arimori        | 2:29:17      |
| 10.º    | 25 de agosto de 1996    | Biruk Bekele         | 2:14:26      | Tomoe Abe           | 2:31:21      |
| 11.º    | 31 de agosto de 1997    | Erick Wainaina       | 2:13:45      | Chihiro Ogura       | 2:33:30      |
| 12.º    | 30 de agosto de 1998    | Ambesse Tolosa       | 2:10:13      | Eri Yamaguchi       | 2:27:36      |
| 13.º    | 29 de agosto de 1999    | Masahiro Matsumoto   | 2:12:08      | Kazumi Matsuo       | 2:32:14      |
| 14.º    | 27 de agosto de 2000    | Dionicio Cerón       | 2:17:14      | Mayumi Ichikawa     | 2:32:30      |
| 15.º    | 26 de agosto de 2001    | Tsutomu Sassa        | 2:13:45      | Masako Chiba        | 2:30:39      |
| 16.º    | 25 de agosto de 2002    | Samson Kandie        | 2:15:12      | Chika Horie         | 2:26:11      |
| 17.º    | 31 de agosto de 2003    | Erick Wainaina       | 2:13:13      | Chihiro Tanaka      | 2:34:11      |
| 18.º    | 29 de agosto de 2004    | Laban Kagika         | 2:12:20      | Masako Chiba        | 2:26:50      |
| 19.º    | 28 de agosto de 2005    | Tomonori Watanabe    | 2:14:49      | Masako Chiba        | 2:25:46      |
| 20.º    | 27 de agosto de 2006    | Tomonori Watanabe    | 2:17:51      | Kaori Yoshida       | 2:32:53      |
| 21.º    | 9 de septiembre de 2007 | Julius Gitahi        | 2:17:26      | Yuri Kano           | 2:30:43      |
| 22.º    | 31 de agosto de 2008    | Masaru Takamizawa    | 2:12:10      | Yukari Sahaku       | 2:31:50      |
| 23.º    | 30 de agosto de 2009    | Daniel Njenga        | 2:12:03      | Kiyoko Shimahara    | 2:25:10      |
| 24.º    | 29 de agosto de 2010    | Cyrus Njui           | 2:11:22      | Yumiko Hara         | 2:34:12      |